# Prisme de Littrow
Pour les articles homonymes, voir Littrow.
Le prisme de Littrow est un type de prisme optique à angle droit rétro-réflecteur et dispersif dont l'angle au sommet est de 30° utilisé pour les spectrographes mais aussi pour la sélection fine d'une longueur d'onde pour les lasers.

## Montage
Le prisme, en verre flint ou en verre de quartz, a les angles suivants : 30°, 60° et 90°. La face arrière, à l'opposé du sommet de 60°, est aluminisée ou traitée avec un traitement multicouche diélectrique de manière à réfléchir la lumière. La lumière est ainsi réfractée, réfléchie par la face arrière puis réfractée à nouveau en sortant au même endroit que le faisceau est entré.
La conception de ce prisme a pour effet de provoquer le même type de dispersion qu'un prisme de 60° mais avec deux fois moins de verre. Le montage donne des résolutions proche de 1 ångström du visible à l'ultraviolet proche, ce qui en a fait un montage de choix durant le milieu du XXe siècle.

## Historique
Ce type de prisme a été inventé, avec le dispositif du spectrographe, par Otto von Littrow (de) en avril 1862. Fils du directeur de l'observatoire de Vienne, Karl Ludwig von Littrow, il fait construire une copie de son montage par l'Institut polytechnique de Vienne. Le montage est décrit comme suit :

« Dans cet appareil, le faisceau lumineux, sortant du collimateur qui porte la fente, rencontre d'abord une série de prismes qu'ils traverse (sic) l'un après l'autre, puis un miroir qui le réfléchit sur lui-même de manière à lui faire parcourir de nouveau le système des prismes. »

Avec une description plus précise du prisme rapportée par Janssen de la présentation faite par Littrow à l'Académie des sciences de Vienne en décembre 1862 :

« Dans ce spectroscope, la lumière, au sortir du collimateur, traverse plusieurs prismes et tombe sur un dernier prisme de 30°, dont la face postérieure est étamée. Le faisceau revient donc sur lui-même, traverse de nouveau les prismes et rentre dans la lunette collimatrice[...]. »

La paternité d'un tel montage pourrait revenir à Jules Duboscq ou Jules Janssen qui à la même époque construisaient aussi des dispositifs de cette sorte.

## Utilisation
Ce prisme est utilisé dans les dispositifs dispersifs de spectroscopie astronomique à la place d'un réseau de diffraction de type Littrow et sert à décomposer le spectre électromagnétique de la lumière incidente. Il a pendant longtemps servi à l'analyse de spectre moléculaire.
Les prismes de Littrow sont aussi utilisés avec des lasers, comme une moitié de prisme de Brewster. Les pertes pour la polarisation p de la lumière sont réduites du fait de la configuration du prisme, comme l'incidence du faisceau à l'angle de Brewster va limiter les pertes dues à la réflexion. La sélection précise de la longueur d'onde est faite en inclinant plus ou moins le prisme et de cette manière il est possible de supprimer ou amplifier certaines des longueurs d'onde. On utilise pour cette application des prismes en BK7, un verre crown très répandu, ou bien en silice UV.